# Raión de Milove
Raión de Milove (en ucraniano: Міловський район) es un antiguo raión o distrito de Ucrania en el óblast de Lugansk. La capital fue la ciudad de Milove.
Comprende una superficie de 971 km².

## Demografía
Según estimación 2010 contaba con una población total de 16700 habitantes.

## Otros datos
El código KOATUU es 4422800000. El código postal 92500 y el prefijo telefónico +380 6465.